# Laumoniera bruceadelpha
Laumoniera es un género monotípico de plantas  perteneciente a la familia Simaroubaceae. Su única especie:  Laumoniera bruceadelpha, es originaria de Sumatra en Indonesia.

## Taxonomía
Laumoniera bruceadelpha fue descrita por Hans Peter Nooteboom y publicado en Blumea 32(2): 383, en el año 1987.